# Macrodorcas bomansi
Macrodorcas bomansi es una especie de coleóptero de la familia Lucanidae.

## Distribución geográfica
Habita en Fujian (China).